# Szászánida Birodalom

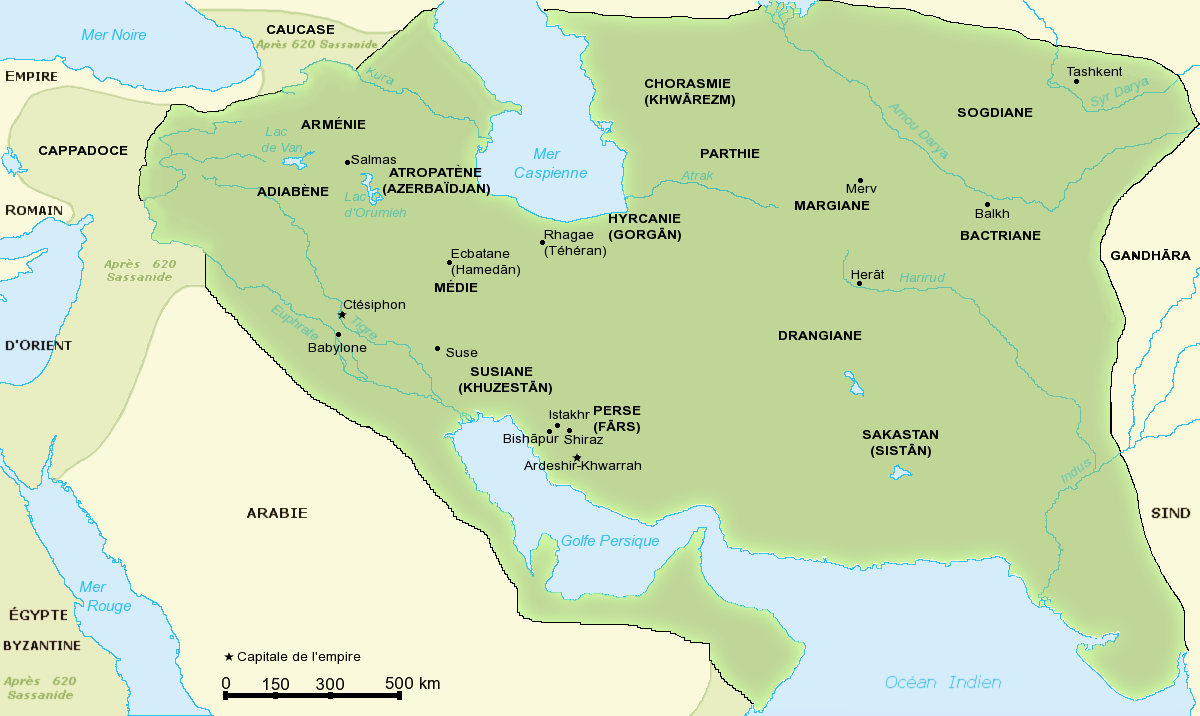
A Szászánida Birodalom

A Szászánida Birodalom vagy Újperzsa Birodalom (korabeli középső perzsa hivatalos nevén: Éránsahr – Iráni Birodalom) egy ókori iráni központú birodalom volt. A magát az Akhaimenidák örököseinek tartó Szászánida-dinasztia alapította 224-ben és 651-ig, az arab hódításig állt fenn. A Pártus Birodalom helyére lépett, amelynek utolsó uralkodóját, IV. Artabanoszt a birodalomalapító I. Ardasír (Artaxerxész) csatában megverte és 224-ben bevonult Ktésziphónba, a pártusok fővárosába.
A Szászánidák a pártusok laza államszervezetével szemben erősen központosított, despotikus államot hoztak létre, amely ideológilag a zoroasztriánus államvallás hatalmas papságára támaszkodott. A Szászánidákat erőteljes terjeszkedési törekvések jellemezték, és e célból a királyok megreformálták a hadsereget. A fő ütőerőt e seregben a páncélos nehézlovasság képezte. A Szászánida Birodalom hatalma csúcsán Szíriától Indiáig, a kaukázusi Ibériától a Perzsa-öbölig terjedt.
A Szászánidák ki akarták szorítani a rómaiakat Ázsiából, ezért azok megerősítették az eufráteszi limest. Az újperzsa uralkodók több római császárral is heves harcokat vívtak: Valerianus császár I. Sápúr királytól elszenvedett veresége (260) után annak fogságában halt meg, megalázó körülmények közt. Ezt a diadalt örökíti meg Sápúr Nags-e-Rosztami szikladomborműve. Hatalmának végén a Szászánida Birodalom még merészebb haditettre vállalkozott, II. Huszrau szászánida király elfoglalta Kis-Ázsiát, 626-ban pedig megostromolta Konstantinápolyt, Hérakleiosz bizánci császár csak komoly erőfeszítések árán tudta visszaverni a támadást. Egy évtized múlva (636) a Szászánidák hatalma összeomlott a hódító arabok támadásai miatt.

## A Szászánidák származása
Ardasír az isztakhr-i Anáhita – templom főpapjának, Pápaknak a kisebbik fia volt, Pápak pedig Szászánnak, a dinasztia névadójának a fia. Szászán valószínűleg IV. Vologases idejében uralkodott Persziszben. Amikor Pápak király lett, a párthusok gyengeségét kihasználva, saját országához csatolta Farsz tartomány legnagyobb részét. Ardasír kb. 209-ben került Perszisz tartomány trónjára. Megalapította Gúr (a mai Firúzábád) városát, ahol a hegy tetején hatalmas erődöt, közelében pompás palotát építtetett magának.

## A birodalom megalapítása
A 2. században a Pártus Birodalom határaira mindenfelől szűnni nem akaró nyomás nehezedett, és ez alaposan megingatta a pártusok hatalmát. Nyugatról a Római Birodalom, keletről a kusánok szorongatták őket, míg északon a nomádok álltak készen, hogy időről időre kihasználják a birodalom gyengeségét. A párthusok uralmát végül mégsem a birodalmat körülfogó hatalmas külső ellenségek valamelyike döntötte meg, hanem a belülről jövő, Perszisz vazallus királya, a szászánida nemzetségből való Ardasír.
Az újonnan megerősödött Szászánidáknak azonban túlságosan nagy feladat lett volna, hogy egymaguk megdöntsék a pártusok uralmát, ezért Ardasír szövetséget kötött Adiabéné és Kirkuk királyaival. 224 körül Hormizdegánnál véres csatában legyőzték és megölték IV. Artabanoszt, a pártusok királyát. Ezt az eseményt jeleníti meg egy 18 méter hosszú fríz, amelyet Firúzábád közelében a szászánida út mentén magasan a hegy oldalába vájtak.
A hormizdegáni csata a pártus király vereségével és halálával végződött ugyan, de ezzel korántsem szűnt meg az ellenállás az egykori párthus területeken. A nagy feudális családok közül némelyek behódoltak, mások ellenálltak. Ardasírnak végül sikerült minden ellenfelével leszámolnia, kivéve Armenia királyát. Ardasír keleten uralma alatt tartotta a Merv oázist, és feltehetően a kusánokat is leigázta. A római források szerint Ardasír célja az volt, hogy helyreállítsa az Óperzsa Birodalmat.
Ardasír erős, központosított kormányzatot hozott létre, az Avesztában lefektetett elveknek megfelelően átformálta a társadalmat, új pénzrendszert vezetett be, kiépítette az új fővárost, Ardasír-Khurrát, a későbbi Gúrt. Azt hangoztatta, hogy a Szeleukidák és a pártusok dinasztiája idegen volt, míg a Szászánidák hatalomra kerülésével az óperzsa kor dicsősége tér vissza. Ardasír ily módon megteremtette birodalmának vallási és katonai céljait.

## A birodalom története

### I. Sápúr
Ardasírt fia, I. Sápúr (ur.: 241–273) követte a trónon, aki már apja életében annak társuralkodója lett. Sikeres háborúkat vívott a Római Birodalom ellen, legyőzte III. Gordianus, Philippus Arabs és Valerianus császárt is. Az Arménia feletti hatalom kérdése is gyakran szolgált ürügyül a háborúskodásra. Sápúr feltehetően szerepet játszott az arméniai király megöletésében. A meggyilkolt király fia Rómába menekült. A rákövetkező hadjárat fényes perzsa győzelmet hozott. A perzsák elfoglalták Arméniát és mélyen benyomultak Szíriába és elfoglalták Antiokheiát. A hadjáratok során rengeteg római esett a perzsák fogságába. A birodalom szerte letelepített rabok olcsó munkaerőt képeztek. A hagyomány Sápúrt és apját egyaránt városépítőként tartja számon. Sápúr az általa alapított városok közül Bisápúrt szerette a legjobban, és egy új várost Huzesztánban – később Gundésápúr néven vált ismertté –, ahol sok foglyot telepített le, többek között Antiochia keresztény püspökét.
Sápúr toleráns ember hírében állott, aki engedélyezte a sokféle vallási kisebbségnek, a keresztényeknek, zsidóknak, buddhistáknak, hogy vallásukat szabadon gyakorolják birodalmában. Ő maga Mani próféta aktív támogatója volt, aki a király trónra kerülésének idején kezdte meg vallási tevékenységét. Mani megtérítette a király két bátyját, így hatalmas pártfogókra tett szert. Maga Sápúr megmaradt Zoroaszter hívőnek, de mélyen hatott rá Mani tanítása, aki azt hirdette, hogy az ő vallása a zoroasztriánus, keresztény és buddhista tanok beteljesedése. Talán abban a reményben, hogy olyan vallásra talált, amely képes lenne országának népeit egységbe fogni. Sápúr engedélyezte Maninak, hogy birodalmában szabadon járjon, s hirdesse tanait. Mani szerint Sápúr Bisápúrban halt meg 273-ban.

### A három Bahrám
A három utána következő király: I. Bahrám (ur.: 273–276), II. Bahrám (ur.: 276–293) és III. Bahrám (ur.: 293) a területek javát elveszítette, és kemény kézzel üldözte a vallási kisebbségeket. Sápúr fia I. Bahrám egyetlen ismert reliefje saját isteni megkoronázását ábrázolja. A dombormű mellett egy feliratot helyeztetett el, amely megörökíti nevét, címeit és származását. Egy régi hamisítás során nevét törölték, és helyébe fivére Narszé nevét írták, aki pedig csak Bahrám fia, majd unokája után került a trónra. Ez a törlés megerősíti azt a feltételezést, hogy a Bahrámok elorozták Narszé elől a trónt. Minden bizonnyal Narszé volt az, aki a reliefeket később egy új alakkal egészítette ki, egy szászánida herceg figuráját vésette a király lova alá, feltehetően III. Bahrámét, akit ő űzött el e trónról.
A türelmes valláspolitikát feltehetően a szászánida történelem egyik legfigyelemreméltóbb egyénisége, Kartír főpap ösztönzésére vetették el. Ő Sápúr alatt végig a zoroasztriánus vallást támogatta. Szerencsecsillaga a Bahrámok idején ragyogott fel, amikor Mani prófétát bebörtönözték és megölték. Kartír büszkén hirdeti a királyi szikladomborművek közelében vésett feliratokon, hogyan üldözte a zsidókat, keresztényeket stb. A zoroasztriánus most jelenik meg először fanatikus és másokat üldöző vallásként. Kartír megkövetelte, hogy a hívők fenntartás nélkül vallják a jóról és rosszról, a mennyről és pokolról szóló hittételeket. Az ő intrikáinak tudható be, hogy I. Bahrámot fia II. Bahrám követte a trónon, és nem fivére Nerszész, aki az előírások szerint a törvényes utód lett volna. Kartír Sápúr uralkodásáig „papi tanító”, I. Bahrám alatt ”Ahurumazda főpapja”, II. Bahrám idején már nemcsak „Bahrám lelkének üdvözítője”, hanem „főúri ranggal és méltósággal” is felruházták. Ezzel olyan látványos tettet vitt végbe, amely a szászánida társadalomban úgyszólván keresztülvihetetlen volt: társadalmi osztályt változtatott, papból nemes ember lett. Kartír befolyását mutatja, hogy egy kivételével ott szerepel II. Bahrám nagyszámú domborművének mindegyikén.
II. Bahrám egy sor teljesen újszerű domborművet készíttetett. Első reliefje atyjáé mellett Bisápúrban látható. A reliefen a király lován ül és arab küldöttséget fogad, amely ajándékokat vagy adót (lovakat, tevéket) hozott neki. Egy másik reliefje Szár Mashadnál, a hegyen látható, és gyalogosan ábrázolja a királyt, amint az megöl egy oroszlánt. A jelenetet két részletben örökítették meg, az elsőn az oroszlán éppen ráugrik a királyra, a másodikon halálra sebezve hever lábainál. A király háta mögött Sápúrdukhtat, a királyné áll, aki Bahrám érméin is szerepel. A király bal kezével védelmezőn visszatartja őt, miközben kettejükközé odafurakodott Kartír, a szászánida udvar „szürke eminenciása”.
283-ban Carus császár kifosztotta Ktésziphónt, és az ezt követő békeszerződésben Észak-Mezopotámia legnagyobb része a rómaiak kezébe került. II. Bahrámnak keleten is fenyegetéssel kellett szembenéznie: bátyja, Hormuzd vezetésével fellázadtak a szakák, a kusánok és a gilániak. A felkelést sikerült elfojtania, de 288-ban hiába próbálta megakadályozni, hogy a rómaiak ültessenek királyt Arménia trónjára.

### Narszé
III. Bahrám mindössze néhány hónapot uralkodott, amikor Narszé (ur.: 293–302), Sápúr hosszú életű fiainak egyike lázadást szított ellene. A lázadóknak sikerült megfosztaniuk trónjától az ifjú királyt. Narszé vissza akarta szerezni a Bahrámok idején római kézre került területeket. Kezdetben sikereket ért el Galeriusszal szemben, de 298-ban vereséget szenvedett, és családja fogságba esett. A békeszerződés értelmében ismét római ellenőrzés alá került Észak-Mezopotámia, s a rómaiak kikötötték, hogy mindenfajta kereskedelemnek a római határon lévő erődvároson – Niszibiszen – keresztül kell bonyolódnia.
Narszé domborművén nem Ahura Mazdá, hanem Anáhita kezéből kapja a koronát. Könnyen lehetséges, hogy Narszé ily módon akarta kifejezni ellenszenvét azzal a vallásüldözéssel szemben, amelyet Kartír a Bahrámok alatt Ahuramazdá nevében véghezvitt. Narszé uralkodása alatt emeltek egy tornyot Kurdisztán iraki részén, Paikulban, pusztán abból a célból, hogy Narszé uralmának eseményeit megörökítse: hosszú feliratot véstek rá, amelyen felsorolták azok nevét, akik Narszét támogatták III. Bahrám elleni harcában, s a király mellszobraival díszítették. Kartír valahogyan túlélte a királyok változását, de erőszakos valláspolitikája megbukott. A manicheusoknak megengedték, hogy vallásukat gyakorolják. A vallás egyre fontosabb szerephez jutott a külpolitikában, mivel 312-ben Constantinus császár áttért a keresztény hitre, és Arménia királya követte példáját. Az a tény, hogy a Római Birodalom államvallásává lett a kereszténység szükségszerűen maga után vonta a keresztényüldözést Iránban. II. Sápúr idején a keresztényüldözés különösen erős volt.

### II. Sápúr

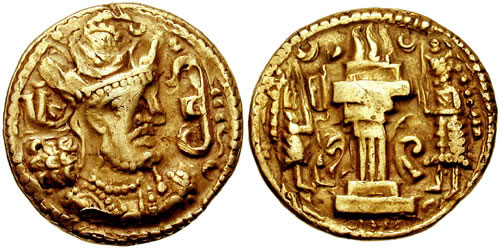
II. Sápúr aranypénze

II. Sápúr (ur.: 309–379) Narszé unokája volt, és a legenda szerint még anyja méhében megkoronázták. Sápúr kezdetben a főurak felügyelete alatt állott, amikor azonban férfikorba jutott saját kezébe összpontosította a hatalmat. Hetvenéves országlása alatt Irán visszanyerte elvesztett területeit. Keleten újból megszilárdította a szászánidák hatalmát a kusánok felett, a sivatagban pedig hadjáratot indított az arabok ellen: állítólag homokkal temettette be kútjaikat, hogy engedelmességre bírja őket. Diocletianus és Constantinus szilárd erődrendszert épített ki Mezopotámia római megszállás alatti részén és a szíriai sivatagban. Az erődítményeket jól képzett csapatok védték, amelyek a kiépített utak, karavánvonalak segítségével gyorsan a veszély helyszínére juthattak. II.Sápúr nem tudta megismételni névrokonának elsöprő győzelmi sorozatát a rómaiak felett. Egy szemtanú színes beszámolóiból, ismerjük a perzsák és a rómaiak összecsapásainak jó részét. E beszámolót Ammianus Marcellinus írta.
Sápúrnak 359-ben sikerült néhány várost elfoglalnia, de Iulianus válaszul nagyszabású ellentámadást szervezett, amelynek során a rómaiak egészen Ktésziphón faláig jutottak. Irán nagy szerencséjére Julianus belehalt a csatában szerzett sebeibe, és utódját, a nyúlszívű Jovianust a perzsáknak sikerült rábírniuk: ha veszni hagyja a rómaiak hódításait, cserében ő és emberei biztonságban elvonulhatnak. A szerződés nemcsak Észak-Mezopotámiát, de Arméniát is perzsa kézre adta. A háborúk azonban nemcsak nyugaton folytak; keleten új népcsoport jelent meg: a hunok. II. Sápúrnak sikerült megfékeznie őket, sőt még arra is rávette a hunokat, hogy segítsék őt Róma elleni harcaiban. Hadseregének fönntartására Sápúrnak növelnie kellett adóbevételeit. A legkézenfekvőbb megoldásnak a keresztény közösség megadóztatása kínálkozott. A keresztények adóit megkétszerezték, ami zavargásokhoz vezetett. Szúsza keresztényei fellázadtak Sápúr ellen, és eltorlaszolták a város kapuit. Sápúr bősz harci elefántjai segítségével kíméletlenül leverte a felkelést, s ezután nem messze onnan, a Kerkha folyó partján új várost alapított. A zoroasztriánus ortodoxia Sápúr uralma idején új ösztönzést kapott, amikor a Nagy Móbad (a főpap) Ádúrbad istenítéletnek vetette alá magát, hogy igazolja a „jó vallás” erejét: olvasztott fémet öntöttek a mellkasára, és ő túlélte.

### A hunok támadása
II. Sápúr halála után a hunok feldúlták Arméniát, Szíriát és Kappadókiát, s valószínűleg Irán egyes északi vidékeit is. Sápúr utódainak sikerült megtartaniuk a keleti határt, és V. Bahrám (ur.: 420–438) keleti hadjáratai győzelmet hoztak Iránnak. Fia, II. Jazdagird (ur.: 438–457) azonban úgy halt meg, hogy nem tudta megőrizni a békét a keleti területeken, és ezzel felbillent a hatalmi egyensúly Irán és a heftalita hunok között. Jazdagird halála után két fia küzdött egymással a trónért: végül a fiatalabbik, Péróz vagy Firúz (ur.: 459–484) került ki győztesen a harcból, de a csak a heftaliták segítségével sikerült felülkerekednie. Péróz azonban nem bizonyult hálásnak, s 460-as években újrakezdte a háborúskodást keleten, de hadjárata teljes vereséggel végződött, ő maga pedig 469-ben fogságba esett. Igen magas váltságdíjat kényszerült fizetni, és ameddig a pénzt nem küldte, a heftalita udvarban kellett hagynia fiát, Kavádot túszként. A katonai csapást súlyos szárazság és a rákövetkező éhínség követte, amely hét esztendőn át tartott. Erről a szárazságról emlékezett meg szemléletesen a 11. század elején Firdauszí a perzsák nagy nemzeti eposzában, a Sáhnáméban, a Királyok Könyvében.
A heftaliták közép-ázsiai és afganisztáni uralma valószínűleg meg-megakasztotta a kelet-nyugat irányú szárazföldi kereskedelmet, és minden bizonnyal ez késztette Pérózt, hogy 484-ben megkezdje hadjáratát. A heftalita király gondosan álcázott, mély árkot ásatott, melyet hegyes karókkal tűzdeltek tele. Az árok egyenes vonalban futott keresztül a síkságon, csupán egy keskeny átjárót hagytak rajta középen. Egy csapat heftalita lovas menekülést színlelvén odacsalta a szászánida sereget. Amint a heftaliták az átjárón keresztül óvatosan visszahátráltak, a szászánida lovasok elárasztották a síkságot, és teljes iramban a menekülők után vetették magukat. Az árokba zuhantak, s oly szoros, zárt sorokban haladtak és olyan sebesen, hogy a hátul lévők a már kelepcébe esett társaikra estek. Majdnem az egész sereg odaveszett, embereivel együtt maga a király is elesett. A megsemmisítő vereség után a felek békét kötöttek, Irán kénytelen volt beletörődni abba, hogy évről évre adót fizet a heftalitáknak. Erre az időre a monarchia elvesztette hatalmát a főnemesek felett, akik először Péróz fivérét, Valaksot vagy Balást (ur.: 484–488) választották királlyá, majd rövid  négyéves országlása után megfosztották trónjától Péróz fia I. Kavád javára. 496-ban őt is letaszították, s börtönbe vetették, de sikerült megszöknie és a heftalitákhoz menekült, akik 498-499-ben visszaültették a szászánidák trónjára.

### Mazdak
Az elhúzódó szárazság, a hadisarc összegyűjtésére kivetett súlyos adók és a szinte teljes belső anarchia miatt rettenetes lehetett az iráni nép helyzete. Mindez kedvező alkalmat teremtett egy új próféta, Mazdak fellépésére. Mazdak eredetileg zoroasztriánus pap lehetett, aki sajátosan új tanítással jelentkezett. Az erőszak ellen szónokolt, tanítása nagy hatással volt az agyonéhezett, reményét vesztett népre. Azt tanította: „a nincstelen egyenlő akármelyik gazdag emberrel, senki nem helyezheti magát a másik fölébe”; a vagyonról azt hirdette, hogy a világot igazságosan kell berendezni, törvénytelen és gonosz dolog a gazdagok dúskálása. Mazdak ékesszólása megnyerte Kavádot, s a király Mazdak tanításaival próbálta megnyirbálni a nagyurak hatalmát. Kavád uralmának vége felé azonban Mazdakot és számos hívét kivégezték, a trónörökös Huszrau parancsára. Huszrau Kavád legkisebb fia volt, de már évekkel atyja halála előtt őt választották ki utódnak.

### I. Huszrau

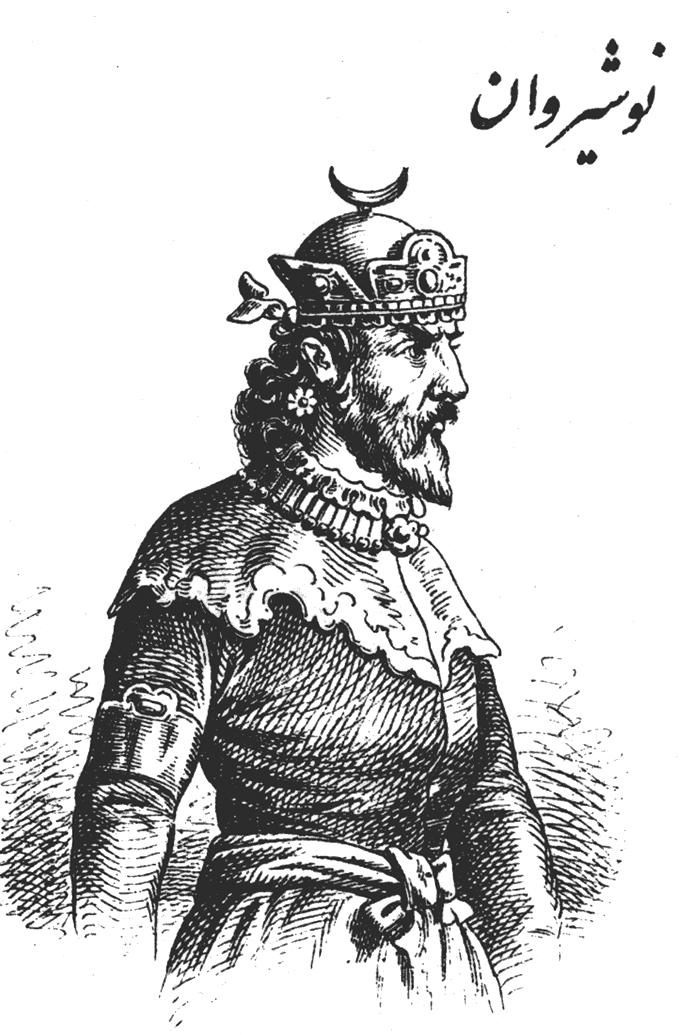
I. Huszrau 19. századi elképzelt portréja

I. Huszrau Anósírván („a halhatatlan lelkű”, ur.: 531–579) hosszú uralkodása idején Irán maradéktalanul helyreállította egykori hatalmát, az országon belül és kívül egyaránt. Békét kötött a rómaiakkal és tovább fizette az évi járandóságot a heftalitáknak. Reformjai az élet minden területén éreztették hatásukat. Huszrau nyolc évet töltött az iráni állam és hadsereg újjászervezésével. Ennek leteltével felmondta a Bizánccal kötött szerződését, és 540-ben megszállta Szíriát, ahol elfoglalta és kifosztotta Antiochia városát. Visszafelé vezető útján megsarcolt több bizánci várost. Huszrau elég erősnek érezte magát ahhoz is, hogy a heftalitáknak megtagadja az évenkénti adó fizetését, és 557 táján a türkökkel lépett szövetségre. A két szövetséges elsöprő győzelmet aratott a heftaliták felett, és fölosztotta egymás között a hun királyságot.
A keleti-nyugati kereskedelemből származó bevételek továbbra is létfontosságúak voltak az irániaknak. I. Iusztinianosz bizánci császár eltökélt szándéka volt, hogy újból kísérletet tesz a Szászánidák kereskedelmi hatalmának megtörésére. A keresztény etiópiaiakhoz közeledett, a közös vallásra hivatkozva szövetséget ajánlott nekik, s azt javasolta, hogy vásároljanak selymet az indiaiaktól, amit azután eladnának a rómaiaknak, s így a rómaiaknak nem kellene ellenségeiktől vásárolniuk. Huszrau sikeresen visszaverte az etiópok terjeszkedési kísérleteit Jemenben, és amikor 579-ben meghalt Dél-Arábia már a szászánida Irán része volt. Az iráni kereskedők a 6. század során mindvégig kezükben tartották az Indiával és Ceylonnal folytatott kereskedelmet, hajóik állomásoztak Ádenben ellenőrzésük alatt, tartották a Vörös-tenger bejáratát, és végül elzárták a római hajókat az Indiai-óceántól.

### IV. Hurmuz
IV. Hurmuz (ur.: 579–590) békés úton örökölte atyja, I. Huszrau trónját, és folytatódtak a végeláthatatlan csatározások Bizánccal. A szászánidák nyugati szomszédai a türkök támadást indítottak. Hurmuz egy iráni nemes, Bahrám Csóbin vezetésével sereget küldött feltartóztatásukra. Bahrám Csóbin legyőzte a türköket, majd több győzelmet aratott a bizánciak és a nomád kazárok felett a Kaukázusban. IV. Hurmuz aggódott Bahrám népszerűsége miatt, s megkísérelte leváltani tisztségéből, de Bahrám fellázadt, és a király azon találta magát, hogy mindenfelől ellenségek veszik körül. Rátámadtak, megvakították, börtönbe vetették és később megölték. Fia, Huszrau sem tudta Bahrámot legyőzni, és nyugatra menekült. Bahrám, mint VI. Bahrám a „világ urává” koronáztatta magát. Alig egy év elteltével Huszrau, Maurikiosz bizánci császár katonai segítségével legyőzte őt. Bahrám a türkökhöz menekült, akik egy évvel később – feltehetően Huszrau kérésére – megölték.

### II. Huszrau

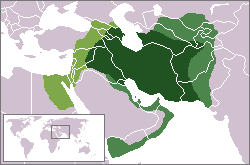
A Szászánida Birodalom legnagyobb kiterjedése, II. Huszrau idején

II. Huszrau lett a király. Az új uralkodó igyekezett megbüntetni mindazokat, akik megdöntötték atyja hatalmát. 604 táján egy arab szövetség döntő győzelmet aratott a perzsa haderők felett Dzú Qárnál, és ez már előrevetítette a birodalom összeomlását. Huszrau azonban még mindig nyugatra összpontosította erőit, és nem ismerte fel a délen felemelkedőben lévő arab hatalom jelentőségét. II. Huszrau bizánci segítséggel szerezte meg a trónt, és ez véget vetett a két birodalom erőit felemésztő háborúskodásnak, de 602-ben Bizáncban meggyilkolták Maurikiosz császárt, s mivel Huszrau ezt meg akarta bosszulni, újra kitört a háború. Széles körű támadást indított a bizánciak ellen. A szászánida álmot, hogy Örményország ismét perzsa uralom alá kerüljön, csaknem megvalósította. Elfoglalta Damaszkuszt és Jeruzsálemet, nem sokkal ezután Egyiptomot.
626-ban – miközben Bizáncot az avarok szláv szövetségeseikkel ostromolták – ő az ázsiai oldalon szintén Bizáncig nyomult, s a vele szemben fekvő Khalkédón félszigetet elfoglalva Ázsia felől is blokád alá vette a várost. Hérakliosz császár azonban a sikertelen avar ostrom után hajóra szállt, és Huszrau hátában birodalmára támadt, kifosztva a fővárost, Dasztagirdet is. Huszrau vezéreit okolta, akik meggyilkolták. II. Huszrau meggyilkolása káoszt és polgárháborút idézett elő. A Szászánida Birodalom jelentősen meggyengült. A központi hatalom a hadvezérek kezébe került.
II. Huszrau életútja során megmutatkoztak annak az újjászervezésnek az előnyei és gyengéi amelyet nagyapja Huszrau Anósirván hajtott végre. A birodalom pénzügyi forrásainak pontos felmérése lehetővé tette, hogy elviselhetetlenül magas adókat állapítsanak meg, s arról is gondoskodtak, hogy az adófizetés alól ne legyen kibúvó. A négy katonai körzet létrehozása roppant hatalmat adott a négy szpahbad kezébe, ami először Bahrám Csóbin idejében mutatkozott meg. A szászánidák harmadik végzetes hibájának az bizonyult, hogy figyelmüket túlságosan csak a nyugatról fenyegető veszélyre összpontosították. II. Huszrau minden erejét a Bizánccal való régi konfliktusra és az akhaimenida birodalom rég elveszített határainak helyreállítására fordította. Nem ismerte fel a délről fenyegető új veszélyt, amely már 604-ben jelentkezett.

A Derafs Káviáni, vagy Drafs-i Kaji a Szászánida Birodalom (Éránsahr) legendás királyi zászlaja. Rekonstrukció.

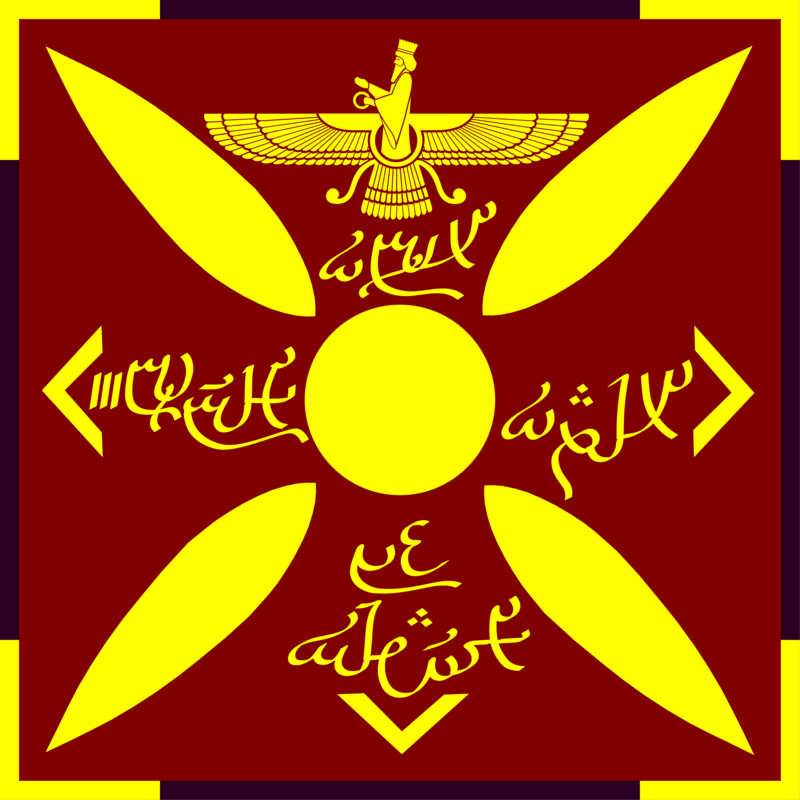
A Derafs Káviáni, a Szászánida Birodalom (Éránsahr) legendás királyi zászlaja. Rekonstrukció.

### Az arab hódítás
Az arabok elsöprő győzelmet arattak a szászánida dinasztia felett. A két döntő csata után – Qádiszijjánnál 637-ben és Nahávand mellett 642-ben – III. Jazdagird, az utolsó szászánida uralkodó Mervbe menekült, ahol 651-ben meggyilkolták. Halála után a szászánida királyi családnak oly kevés tagja maradt életben, hogy egy sikeres felkelés kirobbantására alig vállalkozhattak volna. De a szászánida hagyományok Jazdagird halála után még hosszú ideig tovább éltek. A hódítók nem rendelkeztek az újonnan meghódított hatalmas területek kormányzásához szükséges közigazgatási tapasztalatokkal, ezért nemcsak a szászánida szervezetet kellett átvenniük, hanem a szászánida hivatalnokokat is. Azok akik a hódítás első tömeges mészárlásait túlélték megőrizhették hatalmi pozíciójukat, csak át kellett térniük az iszlám hitre. Ezáltal Perzsia nem arabosodott el, mint más területek, sőt a perzsa nyelv és kultúra idővel az iszlám elemi részévé vált.

## A birodalom gazdasága és kultúrája
Selyem és ékszer: Selymet a szászánida kor elejétől fogva szőttek Iránban, mert I. Sápúr Bisápúrba telepített néhány selyemszövőt. A selyemszövés technikája azonban meglehetősen kezdetleges lehetett. Akkor kapott új lendületet, amikor II. Sápúr Szíriából hozatott mestereket Szúsziana számos központjába. Ekkoriban a selymet teljes egészében Kínából hozták be, és az irániak többnyire még feldolgozatlan állapotban adták el Nyugatra, ahol aztán megszőtték azt. Csak a 6. században sikerült a perzsáknak megtermékenyített selyemhernyópetéket kicsempészniük Kínából. Ekkortól kezdtek nyersselymet előállítani saját maguk is. Ennek következtében fellendült a selyemszövés, amelynek további lendületet adott, hogy I. Huszrau győzelmes szíriai hadjárata után szíriai mesteremberek özönlöttek be Iránba. A kifinomult szövőipar fejlődésének lépéseit nyomon követhetjük az öltözeteket mutató kevés számú műemléken.
A késő szászánida korban egyre nagyobb szerepet kapott az uralkodó és az előkelőségek fényűző megjelenése. A korai domborműveken a király meglehetősen egyszerű, külső tartószerkezet nélkül is viselhető koronát, fülbevalót, nyakláncot hordott, szakállát gyűrű fogta össze az uralkodó szokásos megkülönböztető jegyeként. Gyakran szereplő motívum volt a szenmurv nevű védőszellem, a híres szászánida mitikus lény, egy madár és egy vadállat keveréke. Kedvelt motívum volt még a lenge öltözetű táncosnők érzéki alakja is. A 4. században egyetlen nyaklánc már nem bizonyult elegendőnek arra, hogy kifejezze a király nagyszerűségét, ezért az uralkodók még egy „szügy-hámot” is viseltek, amelynek drágakövekkel kirakott pántjai a válltól a mellkason keresztül a hónaljig értek. Huszrau Parvíz még ennél is több ékszert hordott. A koronázási jeleneten hatalmas koronát – olyan nehéz volt, hogy a mennyezetről kellett lelógatni- hosszú fülbevalókat, gazdagon díszített nyakláncot, ékkövekkel díszített övet, kardkötőt és kardhüvelyt viselt; palástjára drágaköveket varrtak.
A szászánida királyok túl sokat költöttek saját gazdagságuk mutogatására, s közben mit sem törődtek a földművesek és az ország jólétével. Az arabok győzelmével a szászánidák 400 éves uralma véget ért. A szászánida művészet és építészet azonban a dinasztia bukása után még hosszú ideig virágzott. A keresztény szentek csontjait szászánida vagy iráni mintára készült bizánci selymekbe göngyölték; a híres japán Sószóin kincstár pedig, amelyet a 8. században gyűjtöttek össze és pecsételtek le jól tanusítja, hogy milyen hatások érték Kínát a szászánida Iránból.
A szászánida ezüsttárgyakat és selymeket még az iszlám első évszázadaiban is készítették, sőt a mintákat más anyagokra (üveg, bronz) is átvitték. A jog, az adózás és a közigazgatás lényegében változatlan maradt az arab uralkodók idejében, és a Huszrau ill. a Kiszra személynév király jelentéssel élt tovább. Európában a lovagrend és a középkori harcmodor a párthusoktól és a szászánidáktól származik, amelyet a két iráni eredetű nép fejlesztett ki: egyik a párnok törzséből, a másik a perzsák törzséből való.